# Edith Hermida
Edith Valeria Hermida (Buenos Aires, Argentina, 17 de junio de 1964) es una  locutora y presentadora argentina. Actualmente forma parte Bendita en Canal 9 y es locutora del segmento Solo las que te gustan en Radio Disney. También conduce Mejor que hablen en Radio 10 y Crónica con vos en Crónica TV. También está en El Club del Moro a la mañana en la radio La 100.

## Biografía
Se graduó en 1994 del instituto CoSal como locutora y comenzó su carrera en Canal de la Mujer y Canal 26. Y en radio, dio sus primeros pasos en Energy FM 101.1 y La 100.
Durante su carrera formó parte diversos programas televisivos en Telefe, Canal 9, América TV y Canal de la Ciudad, entre otros canales.

## Trayectoria

### Televisión
| Año           | Programa                | Papel        | Notas                                              |
| ------------- | ----------------------- | ------------ | -------------------------------------------------- |
| 1994-1995     | Seductora               | Conductora   |                                                    |
| 1996-2001     | El Ranking              | Conductora   |                                                    |
| 1998          | Club de estrellas       | Conductora   |                                                    |
| 2002          | Dadyvertido             | Locutora     |                                                    |
| 2005          | Crónicas picantes       | Cronista     |                                                    |
| 2006          | ¿Querés jugar?          | Locutora     |                                                    |
| 2007          | Acoso textual           | Panelista    |                                                    |
| 2008-presente | Bendita                 | Panelista    | En ocasiones conductora                            |
| 2008          | El diario del sábado    | Panelista    |                                                    |
| 2009-2012     | El diario del sábado    | Coconductora |                                                    |
| 2013-2019     | El diario del sábado    | Conductora   |                                                    |
| 2008-2012     | Madero First TV         | Conductora   |                                                    |
| 2013          | Bendita Outlet          | Conductora   |                                                    |
| 2015-2016     | Está Cantado            | Conductora   | Junto a Diego Ramos.                               |
| 2016          | La Previa de Bendita    | Conductora   |                                                    |
| 2019          | Hoy nos toca a la tarde | Conductora   |                                                    |
| 2021-2022     | Está en tus manos       | Conductora   |                                                    |
| 2022          | Sumate x Corrientes     | Presentadora | Evento solidario                                   |
| 2022-2023     | Crónica con vos         | Conductora   |                                                    |
| 2023          | La tarde del 9          | Conductora   | El programa conducido por Pía Slapka y Tomás Dente |
| 2024          | Planeta 9               | Conductora   |                                                    |

### Radio
Radio Disney
- El Despertador
- Solo las que te gustan

Radio 10
- Dicho y hecho
- Mejor que hablen

Cadena 100 (FM 99.9)
- Los Súper 100 (marzo 1999 a agosto de 2000)
- 40 latinos (marzo 1999 a agosto de 2000)
- El Club del Moro (2024-presente)